# Teoria insider-outsider
In economia politica ed economia del lavoro, la teoria insider-outsider esamina il comportamento degli agenti economici in quei mercati nei quali alcuni partecipanti occupano posizioni privilegiate rispetto agli altri e cerca di spiegare la disoccupazione come conseguenza di queste situazioni di fatto. La formulazione principale di questa teoria fu sviluppata dagli economisti Assar Lindbeck e Dennis Snower.

## La teoria
Gli insider sono i lavoratori occupati, i quali godono di una posizione più favorevole rispetto agli outsider. La ragione principale di questa disparità va cercata nei costi insiti nel ricambio della forza lavoro, ovvero i costi che le imprese devono affrontare quando sostituiscono gli outsider agli insider. Esempi di questi costi sono quelli dovuti per il licenziamento dei vecchi lavoratori e per l'assunzione e la formazione (o la perdita di prodotto dovuta alla scarsa formazione) del lavoratore appena impiegato. 
Gli insider, godendo di quella che è una vera e propria rendita di posizione, possono rifiutarsi di cooperare con gli outsider, potendo contare sul fatto che, pur di non affrontare questi costi, le imprese accettano di corrispondere ai lavoratori già occupati salari maggiori rispetto a quelli che verrebbero percepiti dai lavoratori attualmente disoccupati. Di conseguenza, essendo i primi dotati di un potere contrattuale superiore rispetto ai secondi, saranno loro a decidere, a livello sindacale, il livello dei salari e gli outsider non potranno farsi assumere diminuendo i propri salari. Inoltre i disoccupati, sempre in base a questa teoria, vedono diminuire la propria produttività a causa dell'inattività, e, di conseguenza, anche le proprie possibilità di essere nuovamente impiegati.